# Näsmyrtjärnarna (Jörns socken, Västerbotten, 724962-170241)
Näsmyrtjärnarna är en sjö i Skellefteå kommun i Västerbotten och ingår i Byskeälvens huvudavrinningsområde.